# Conciergerie d'entreprise
Pour les articles homonymes, voir Conciergerie.
La conciergerie d'entreprise est un ensemble de prestations de service du quotidien mis à disposition des salariés d'une entreprise sur leur lieu même de travail.
Ces services peuvent ainsi être du pressing, repassage ou retouche de vêtements, de la cordonnerie, la réception de colis personnel, de la vente de timbres, de presse ou de pain, des soins esthétique ou  de bien-être (coiffure, modelage, relaxation), du lavage de voiture, de la livraison de fleurs, de la recherche et commande de billets de trains ou d'avions, des prestations à domicile (ménage, garde d'enfants, bricolage, jardinage) ou tout autre service permettant de faciliter la vie personnelle des salariés.
Le nom est emprunté aux conciergeries des hôtels de luxe qui proposent des services à leurs clients.

## Historique
Historiquement, la conciergerie d’entreprise serait née aux États-Unis dans les années 1990.[réf. nécessaire]

### France
La conciergerie d’entreprise est arrivée en France au début des années 2000. Depuis, environ 1 % seulement des salariés français y ont accès alors que 30 % des salariés des pays anglo-saxons — où les comités d’entreprise n’existent pas — en bénéficient déjà. Une des raisons de cette différence, est que les solutions proposées par les sociétés de conciergerie d’entreprise étaient destinées exclusivement aux sociétés ayant de nombreux salariés regroupés sur un même site (plus de 2 000 salariés environ).
Les premières conciergeries d'entreprise en France étaient plutôt pensées pour les grandes voire les très grandes entreprises avec une organisation lourde, coûteuse et souvent luxueuse. Une nouvelle génération de sociétés de conciergerie d'entreprise s'oriente vers les PME et PMI,, leur méthode consiste à dimensionner les solutions et les budgets pour rendre la conciergerie d'entreprise accessible à toutes les sociétés ayant plus de 100 salariés sur un site. Pour amortir les coûts, elles proposent la mutualisation de la conciergerie entre plusieurs sociétés de petite taille, géographiquement proches. Ces sociétés de conciergerie d'entreprise jouent sur quatre leviers clés : 
1. Le temps de présence du concierge (celui-ci n'est plus permanent) ;
2. La fréquence de passage hebdomadaire ;
3. Le panel de prestations mis à disposition des salariés.
4. L'informatisation de la conciergerie

En France, depuis 2005, la conciergerie d'entreprise bénéficie d'exonération à contributions sociales. 
Le 12 octobre 2007 un accord national professionnel est conclu dans le secteur des services à la personne (cf secteur des services à la personne en France) . Cet accord définit la conciergerie d’entreprise comme «l’implantation physique permettant au bénéficiaire de la prestation d’accéder aux services à la personne (...) sur son lieu de travail». Les services à la personne concernés sont notamment : 
- Intermédiation de services à la personne
- Livraison de courses
- Assistance administrative
- Collecte et livraison de linge repassé
- Garde collective d’enfants[8]
- Beauté et bien-être
- Recherches personnalisées et réservations
- Entretien automobile

Plus récemment, on voit se développer en France, des e-conciergeries d'entreprise ou conciergeries d'entreprise digitales comme par exemple à Nantes, à Montpellier ou à La Réunion, proposant une nouvelle forme de services dématérialisés. Elles permettent de démocratiser les prestations de conciergerie d'entreprise pour tous types de structure et une offre plus large et variée.

## Un élément de gestion de ressources humaines
La mise en place d'une conciergerie d'entreprise apparait comme un levier de gestion des ressources humaines. Les sociétés proposant ce service mettent en avant les avantages pour le salarié (réduction du stress, gain de temps, un meilleur équilibre entre la vie professionnelle et la vie privée) et les avantages pour l'employeur (amélioration de la productivité, meilleure image de l'entreprise, fidélisation des salariés).
La conciergerie est donc un élément concret de RSE (responsabilité sociétale des entreprises) puisqu'elle permet de lutter contre le stress des employés et leur apporte plus de confort au quotidien. C'est également un outil pour les entreprises qui veulent agir pour la parité homme/femme, en effet, malgré l'évolution des mœurs, les femmes prennent encore souvent en charge l'organisation pratique du foyer (recherche d'une solution de garde pour les enfants et l'aide ménagère, remplissage des placards et réfrigérateurs...).
En offrant à ces femmes un(e) assistant(e) personnel(le) qui les épaulera pour toutes ces actions quotidiennes, les entreprises les dégagent de bien des préoccupations et leur offrent ainsi plus de temps pour elles.

### En France
L'entreprise, ou le CE, prend à sa charge l'intégralité du coût de la gestion de la conciergerie, ou alors n'en finance que la mise en place, les salariés payant un abonnement et/ou uniquement leur consommation de services. Il est également envisageable pour l'entreprise d'encourager le recours à cette aide encore inhabituelle en France, en proposant des CESU pré-financés.
Certaines sociétés proposant ce service mettent en avant que pour le prix d’un titre-restaurant par mois et par salariés, une entreprise peut mettre en place une conciergerie d’entreprise et, en principe, les salariés ne doivent pas payer les prestations plus chères que s’ils se déplaçaient à l'extérieur.
En France, la défiscalisation consentie par la loi du 26 juillet 2005 relative au développement des services à la personne devrait permettre aux entreprises de récupérer sous forme de crédit d’impôt une partie de la dépense engagée dans la mise en place de la conciergerie d’entreprise. Les employeurs ayant recours à ce service devraient bénéficier notamment d’un crédit d’impôt de 25 % sur les aides versées, ces aides étant déductibles de l’impôt sur les sociétés. Le cadre législatif qui encadre l'activité de conciergerie d'entreprise reste flou et ambigu, ce qui ne permet pas d'appliquer les aides à cette date (2011).
D'après le bulletin officiel des impôts de 2009, ce crédit d'impôts n'est valable que pour les prestations réalisées à domicile payées par l'entreprise (sections 1-B7 et 8).

## Nouveaux modèles
Depuis 2015, de nouveaux modèles de conciergerie ont fait leur apparition en proposant des offres plus variées et plus accessibles.
- Les conciergeries digitales, utilisant du mobilier connecté tel que des casiers dans lesquels les salariés peuvent déposer leurs affaires afin qu’elles soient traitées.
- Les conciergeries conversationnelles, qui proposent une réponse directe aux besoins privés grâce à un système de chat puis de mise en relation avec un prestataire adapté.
- Les conciergeries de quartier, qui sont à destination des habitants et des entreprises d’un même quartier
- Les conciergeries solidaires d’entreprise, travaillant avec des prestataires issus de l’économie sociale et solidaire (ESS). Les concierges peuvent notamment être des salariés en réinsertion professionnelle.